# نزوى (وادي الدواسر)
نزوى، هي قرية من فئة (ب) تقع في محافظة وادي الدواسر، والتابعة لمنطقة الرياض في السعودية. وتبعد نزوى عن محافظة وادي الدواسر بمسافة تقارب () كم.